# Lâu đài ở Mirów

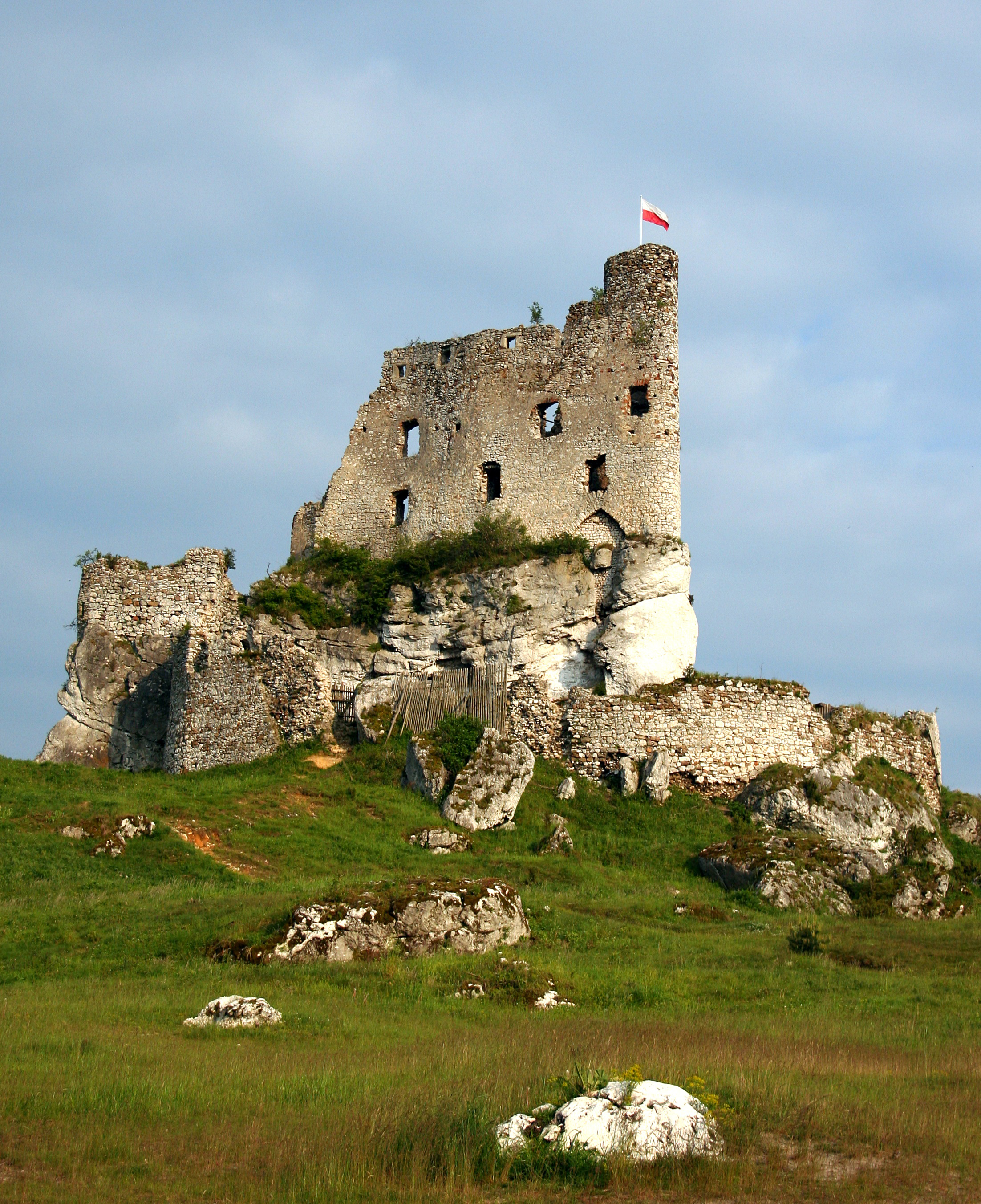
Lâu đài ở Mirów (2010)

Lâu đài ở Mirów (tiếng Ba Lan: Zamek w Mirowie) là một lâu đài có từ thế kỷ 14, hiện nay là một tàn tích lịch sử, tọa lạc ở làng Mirów, thị trấn Myszków, tỉnh Śląskie, Ba Lan. Công trình kiến trúc này có tên trong danh sách di tích.

## Lịch sử
Lâu đài này được xây dựng từ thời trị vì của Quốc vương Kazimierz III của Ba Lan, vào khoảng giữa thế kỷ 14.
Lâu đài ở Mirów bị hư hại nặng nề trong trận Đại hồng thủy Thụy Điển. Phần lớn các bức tường bị phá huỷ. Bất chấp các nỗ lực cải tạo, lâu đài dần rơi vào tình trạng xuống cấp và cuối cùng bị bỏ hoang vào năm 1787. Những người dân địa phương còn sử dụng đá từ thành trì để làm nguồn vật liệu xây dựng nhà. Hành động này càng đẩy nhanh tốc độ xuống cấp của lâu đài. Vào thế kỷ 19, lâu đài lần đầu tiên được kiểm tra. Dựa trên kết quả, lâu đài không còn phần mái và nhiều phần tường bị sập. Vào năm 1934, bức tường phía nam của lâu đài này bị sụp đổ.

## Kiến trúc
Đây là một ví dụ điển hình cho kiến trúc kiên cố thời Trung cổ, được điều chỉnh cho mục đích ở. Ban đầu, diện tích lâu đài khoảng 270 m². Theo mục đích sử dụng của các chủ sở hữu kế tiếp, diện tích lâu đài tăng lên thành 1.200 m². Lâu đài được bao quanh bởi tường thành, một con hào và một cánh cổng chính. Hiện nay, lâu đài không còn phần mái và nhiều phần tường bị sập.

## Ảnh

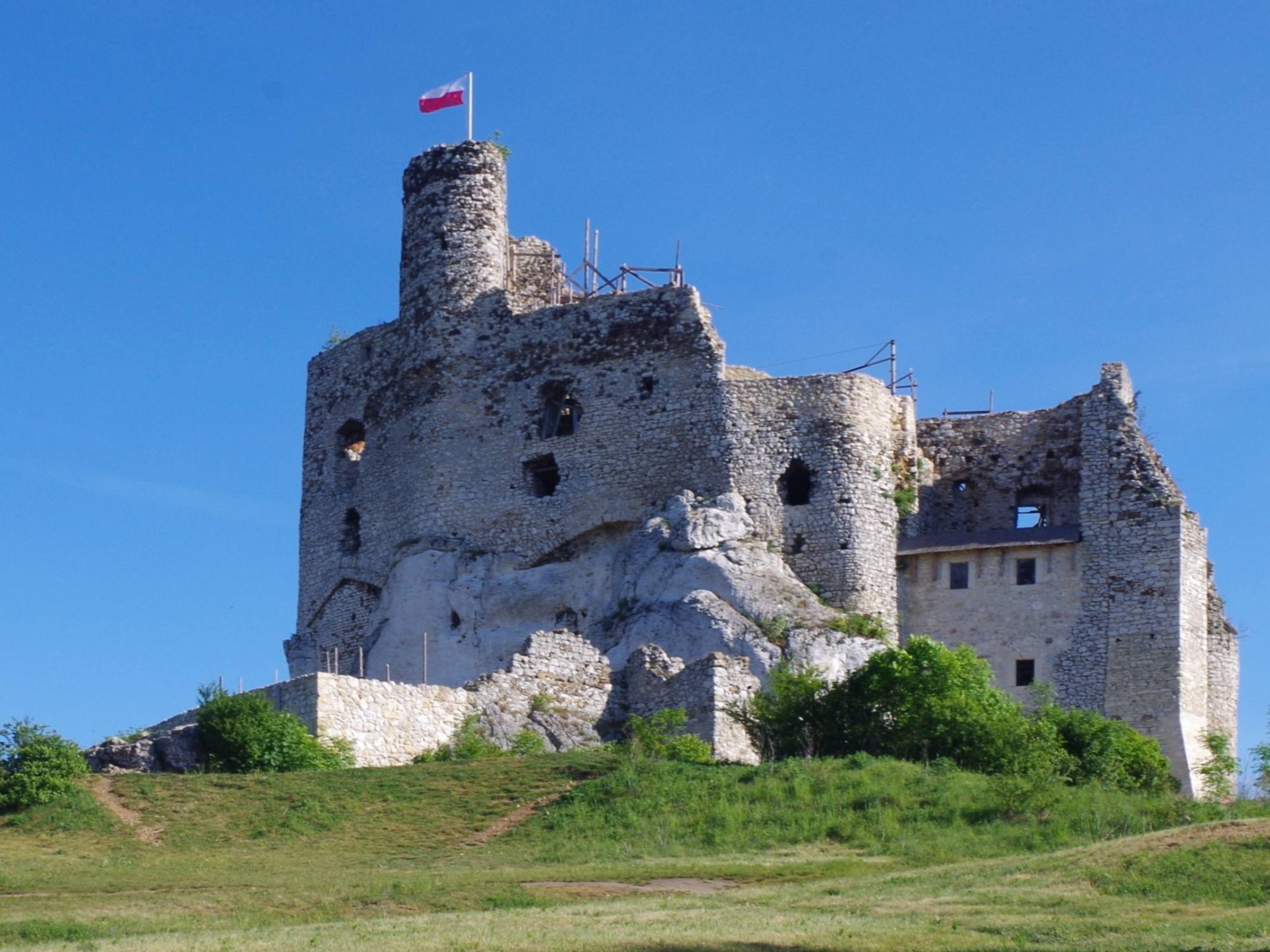
Nhìn từ phía Nam
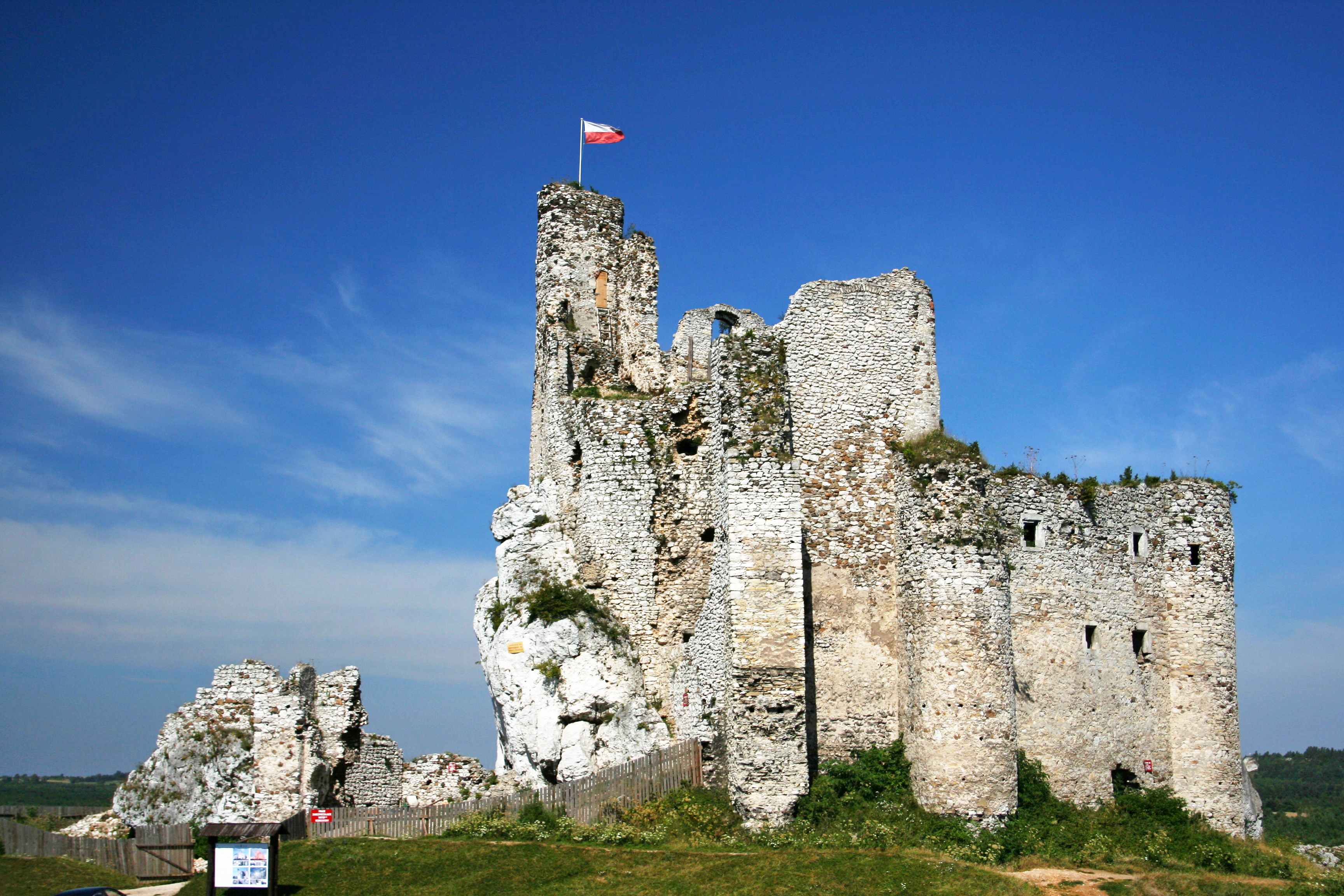
Nhìn từ phía Đông
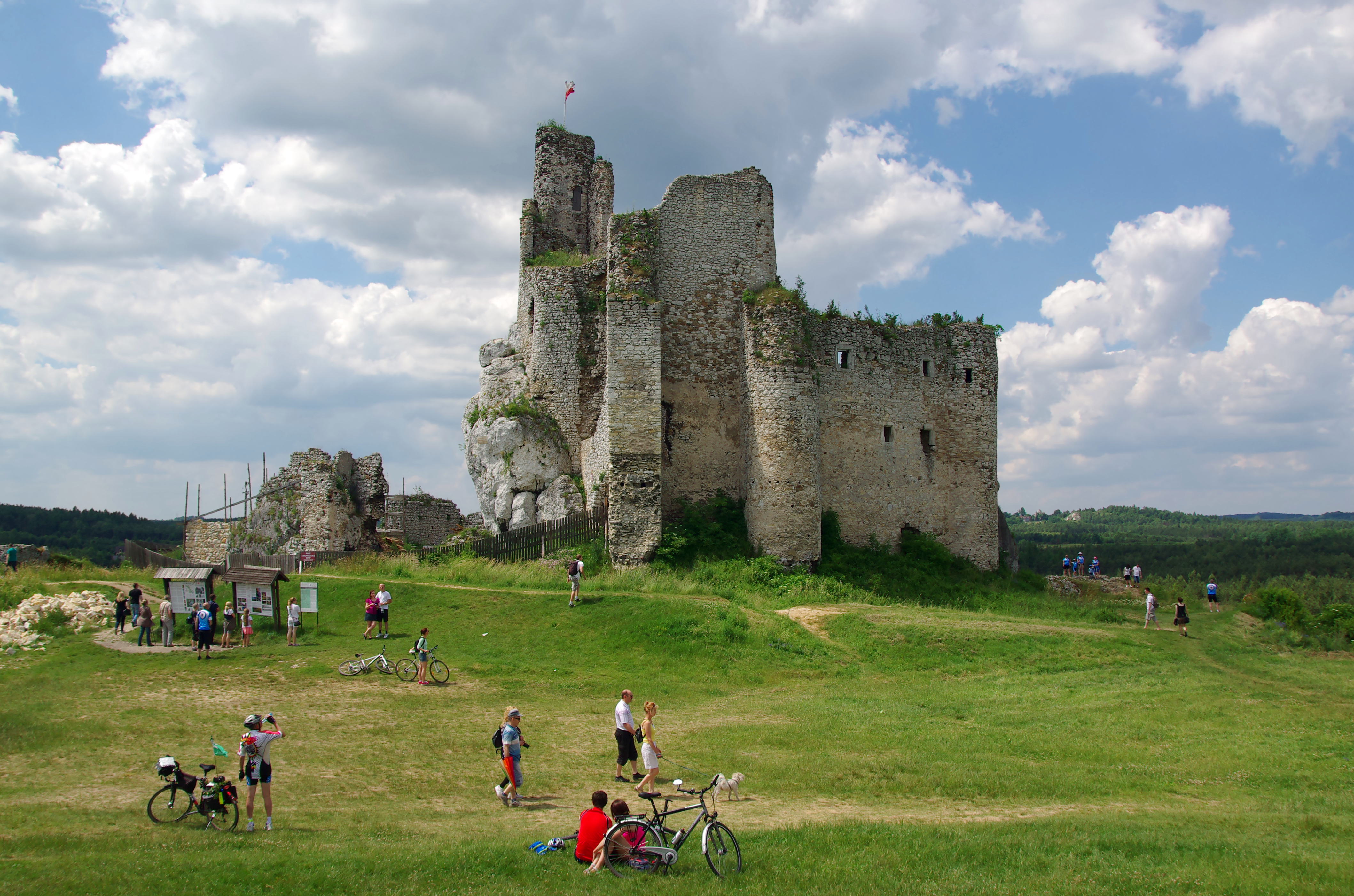
Nhìn từ xa
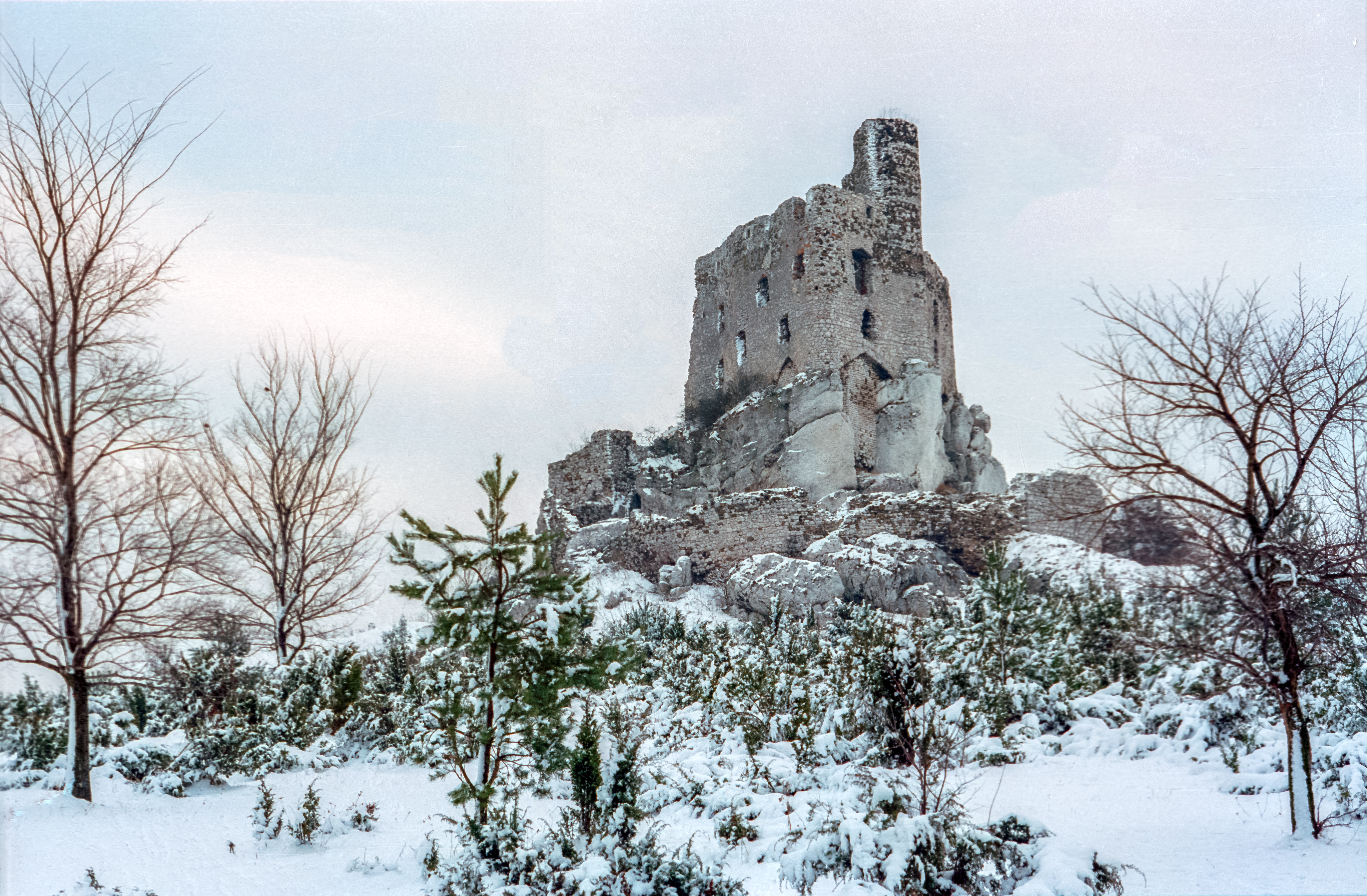
Vào mùa đông
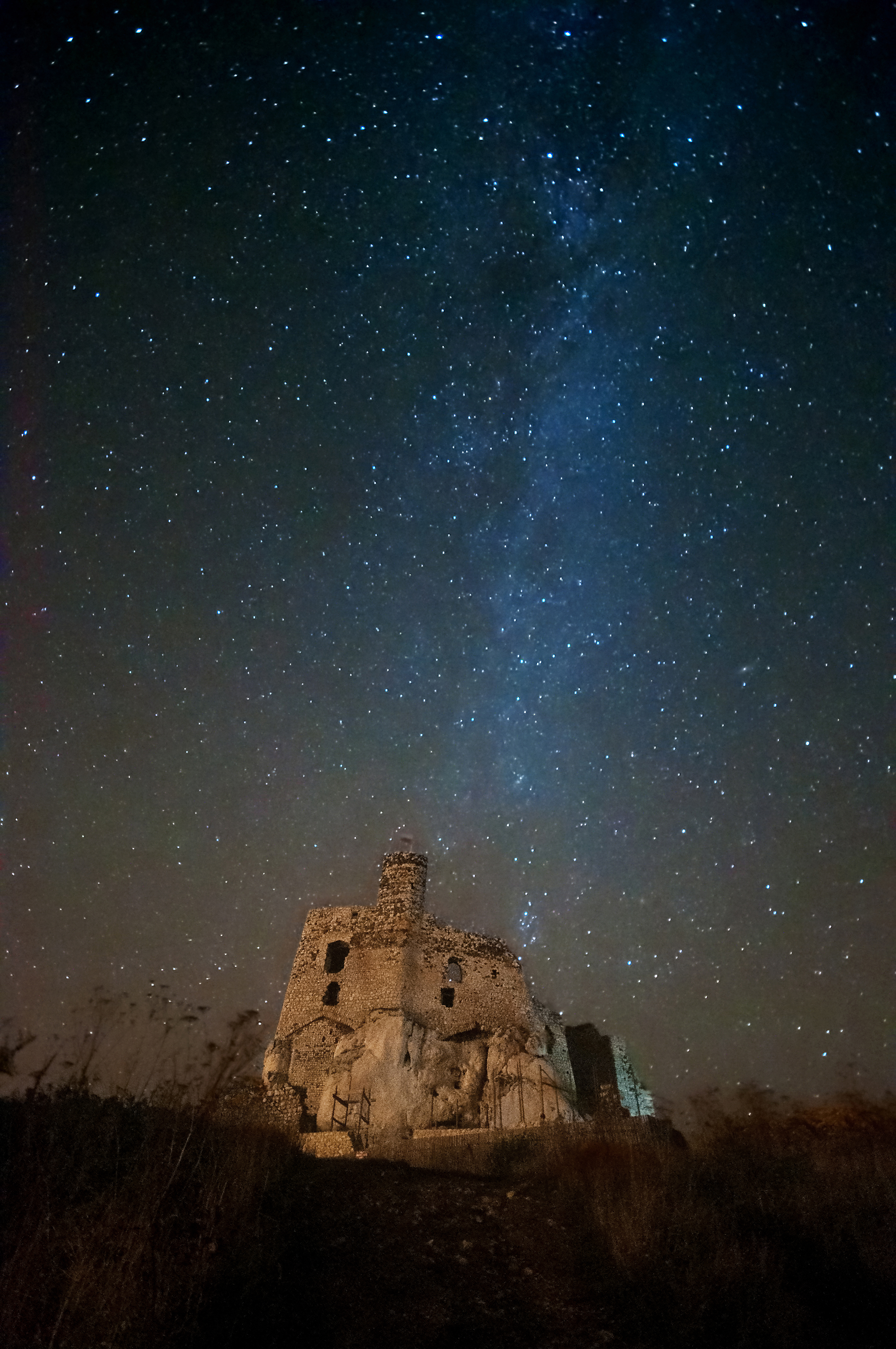
Vào ban đêm
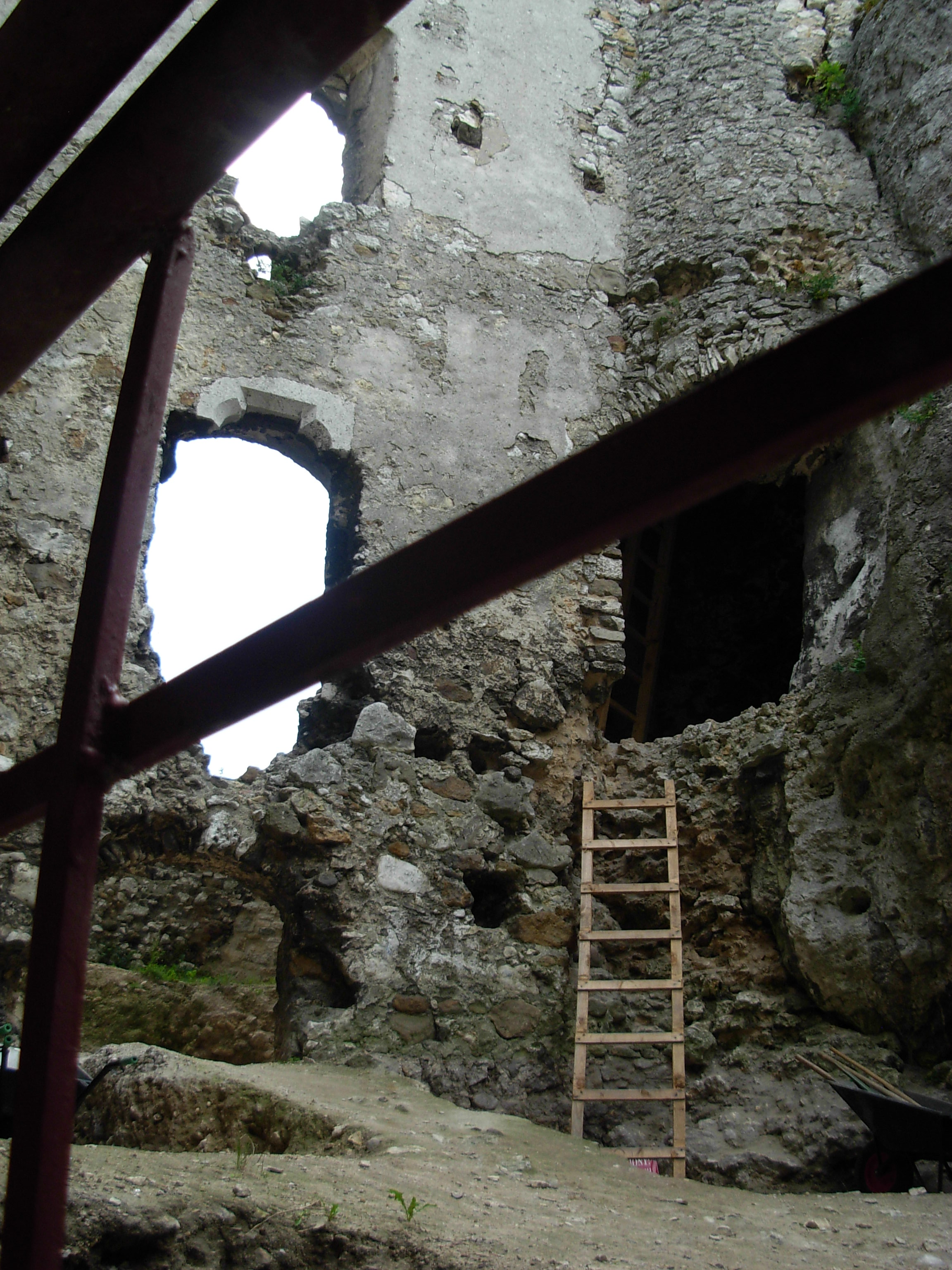
Bên trong